# Rascló de Wolf
El rascló de Wolf  (Aramides wolfi) és una espècie d'ocell de la família dels ràl·lids (Rallidae) que habita boscos, manglars i vegetació de rivera de la zona Neotropical a l'oest dels Andes, des de l'oest de Colòmbia cap al sud fins al sud-oest de l'Equador.